# 徐崇林

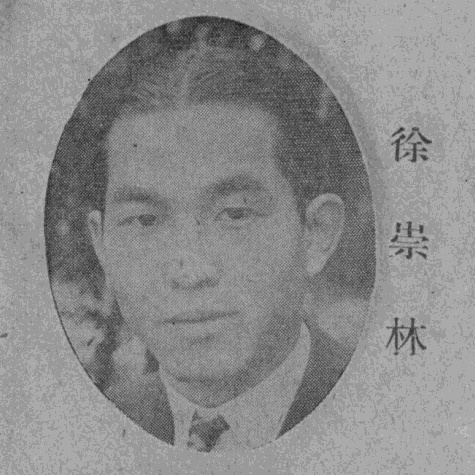
徐崇林近照

徐崇林（1906年12月7日—1999年），四川江安人，中华人民共和国政治人物。
担任中国民主建国会总会委员、西南行政委员会委员。1954年，当选第一届全国人民代表大会代表。